# Aeschynomene americana
Aeschynomene americana es una especie de planta fanerógama perteneciente a la familia de las fabáceas. Se conoce con el nombre común de pega pega, pega ropa, antejuela, ronte, cujicillo, y dormilonga (Iberoamérica). Es originaria de América central, partes de Sudamérica, Indias Occidentales, y Florida.

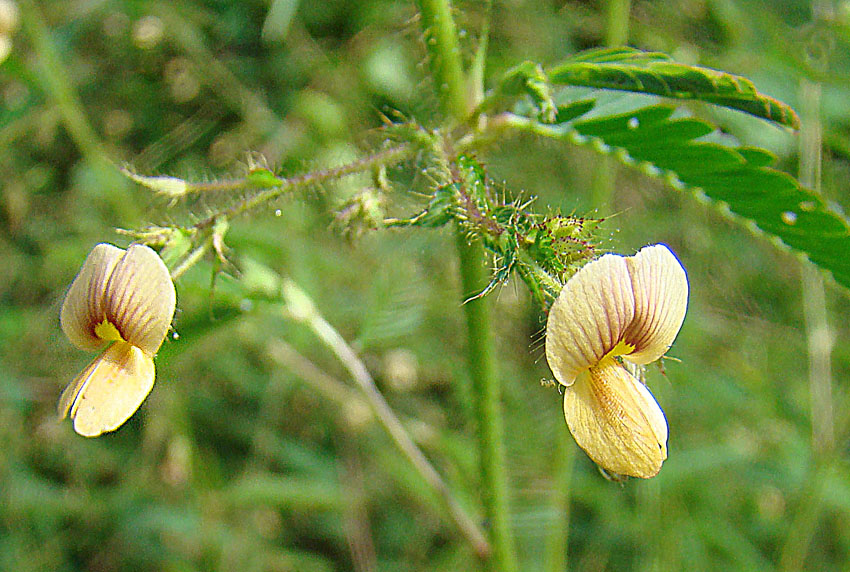
Vista de la planta

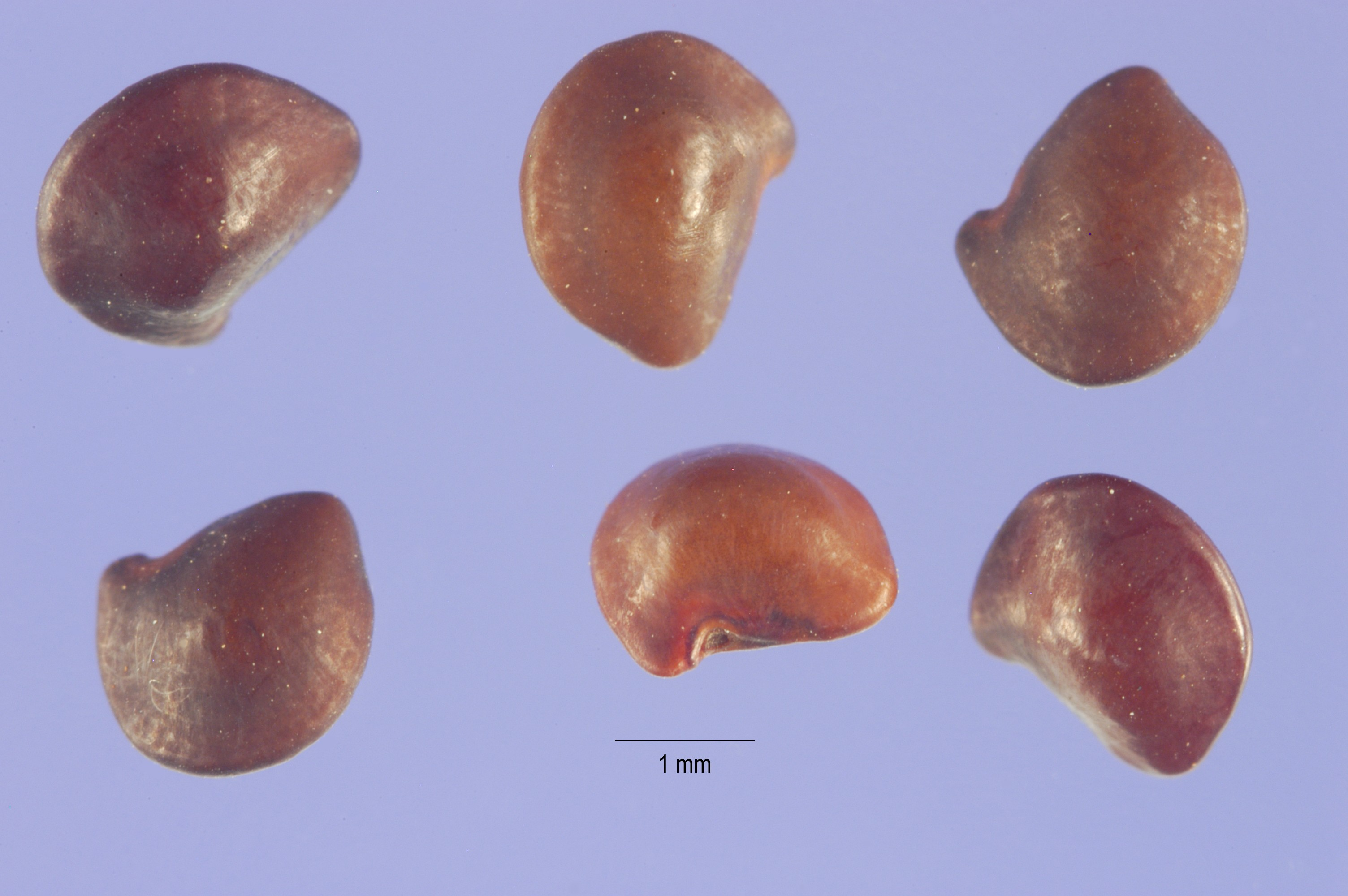
Semillas

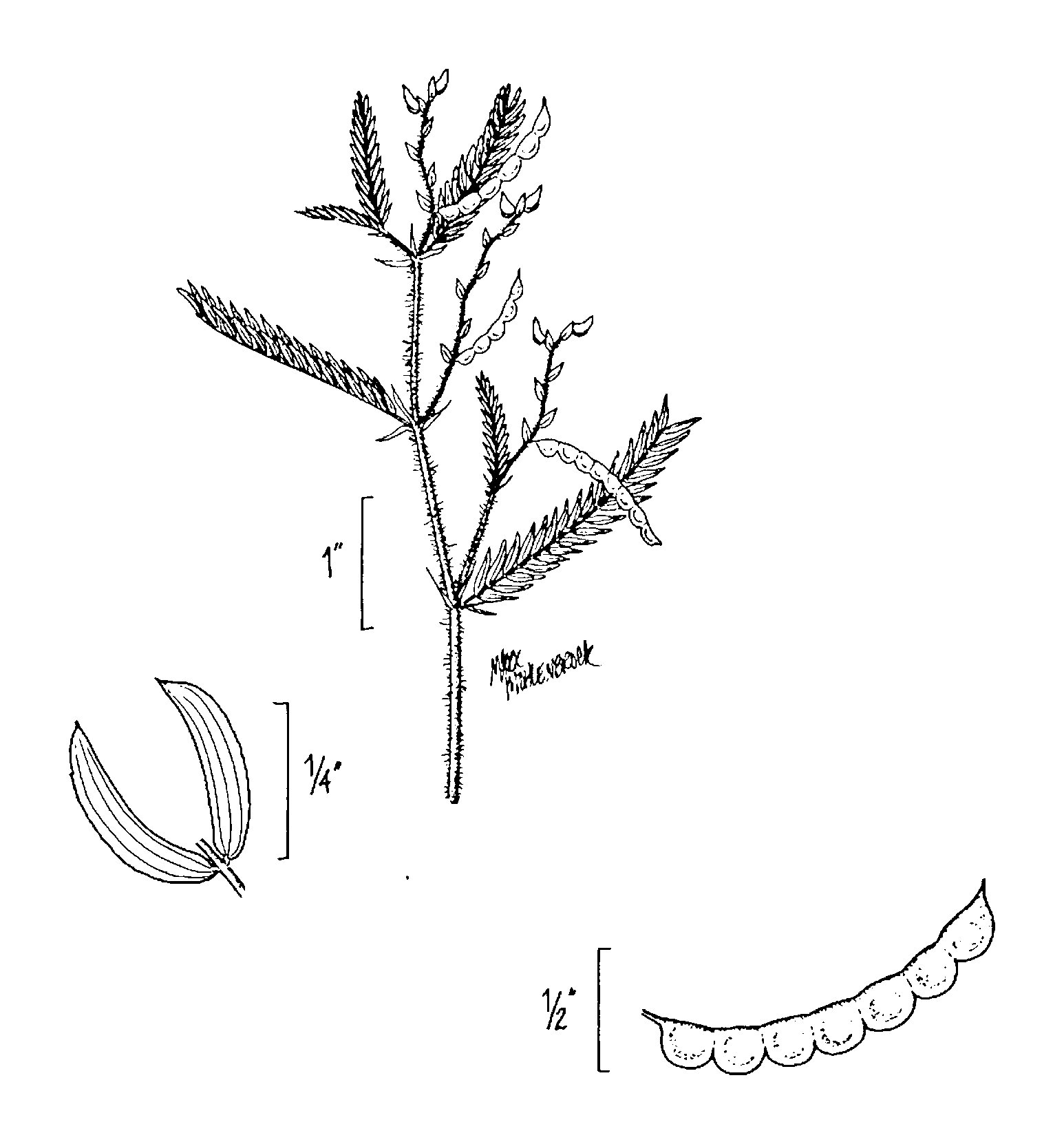
Ilustración

## Descripción
Esta planta es una hierba anual o perenne que alcanza un tamaño de hasta 2 metros de altura. Las hojas miden hasta 7 centímetros de largo y tienen varios pares de foliolos lineales a oblongos. Las hojas se pliegan por ser sensibles al tacto. La inflorescencia es un racimo de flores de cada uno hasta un centímetro de largo. Las flores varían en color de blanco a rosado, naranja o púrpura. El fruto es una legumbre con vaina curva de hasta 4 centímetros de largo formados por varias unidades articuladas, cada unidad contiene una semilla.

## Usos
Esta especie es ampliamente utilizada como abono verde o pasto planta en todo el mundo tropical. Es rumiado por el ganado y se puede cortar para heno. El ganado come con facilidad la planta y diseminan las semillas  en el estiércol. Existen cultivares disponibles que incluyen a 'Glenn'.

## Taxonomía
Aeschynomene americana fue descrita por Carlos Linneo y publicado en Species Plantarum 2: 713. 1753.
Etimología
Aeschynomene: nombre genérico que deriva de las palabras griegas para una planta sensible utilizado por Plinio el Viejo, aischynomene, deriva de aischyno =  "vergüenza", y del latín Aeschynomene para una planta que se encoge cuando se toca, una planta sensible.
americana: epíteto geográfico que alude a su localización en América.
Variedad aceptada
- Aeschynomene americana var. glandulosa (Poir.) Rudd

Sinonimia
- Aeschynomene glandulosa Poir. ex Lam.
- Aeschynomene javanica var. luxurians Miq.
- Aeschynomene mexicana Colla
- Aeschynomene mimosula Miq.
- Aeschynomene mimulosa Miq.
- Aeschynomene tricholoma Standl. & Steyerm.
- Hippocrepis mimosula Noronha
- Hippocrepis mimulosa Noronha[10][11]